# كهف سيدها

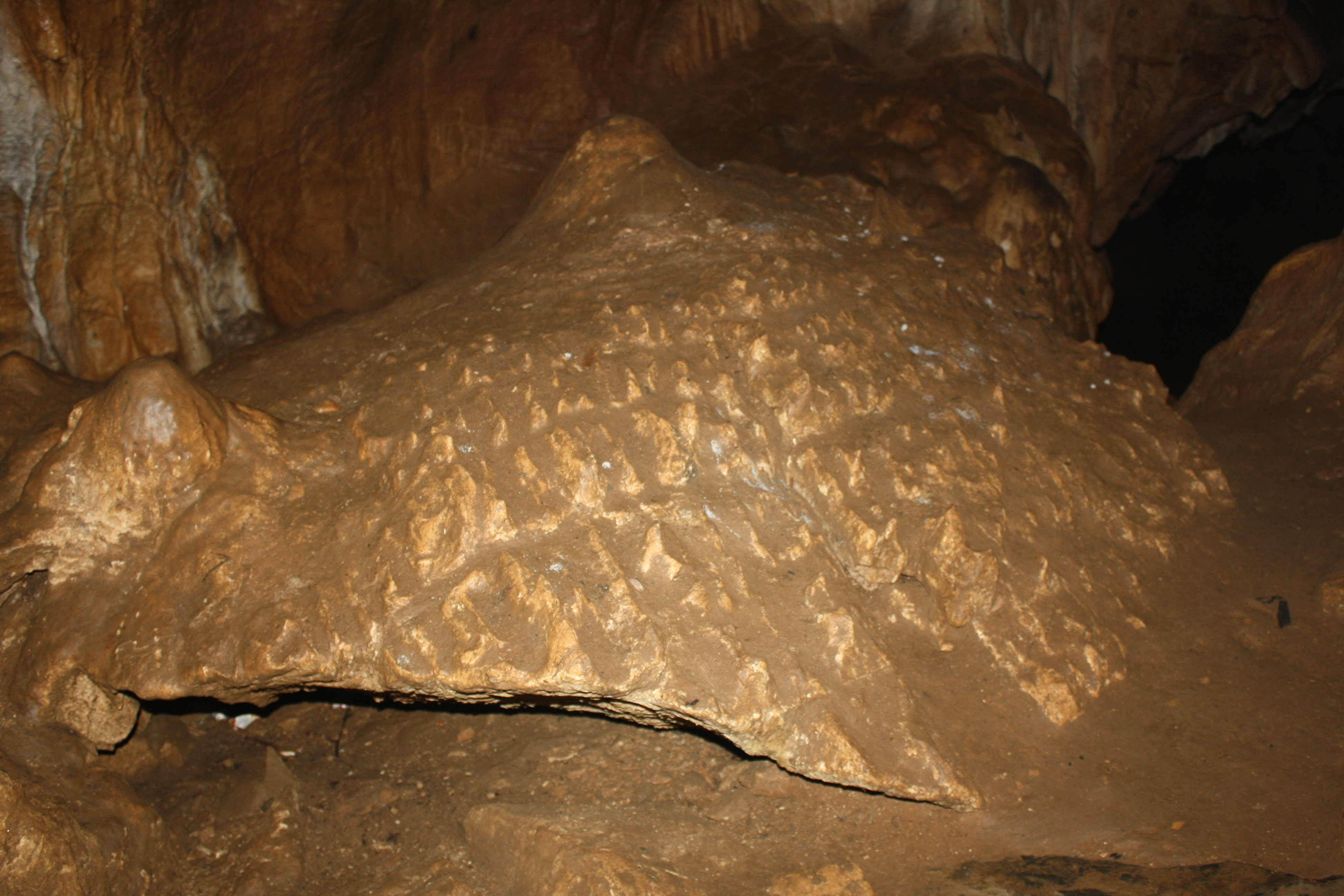
كهف سيدها

كهف سيدها هو أكبر كهف في نيبال، وثاني أكبر كهف في جنوب آسيا ويقع في تاناهي ويبلغ طوله 500 متر ويتسع ل2500 شخص داخله.